# 31-я сессия Комитета всемирного наследия ЮНЕСКО

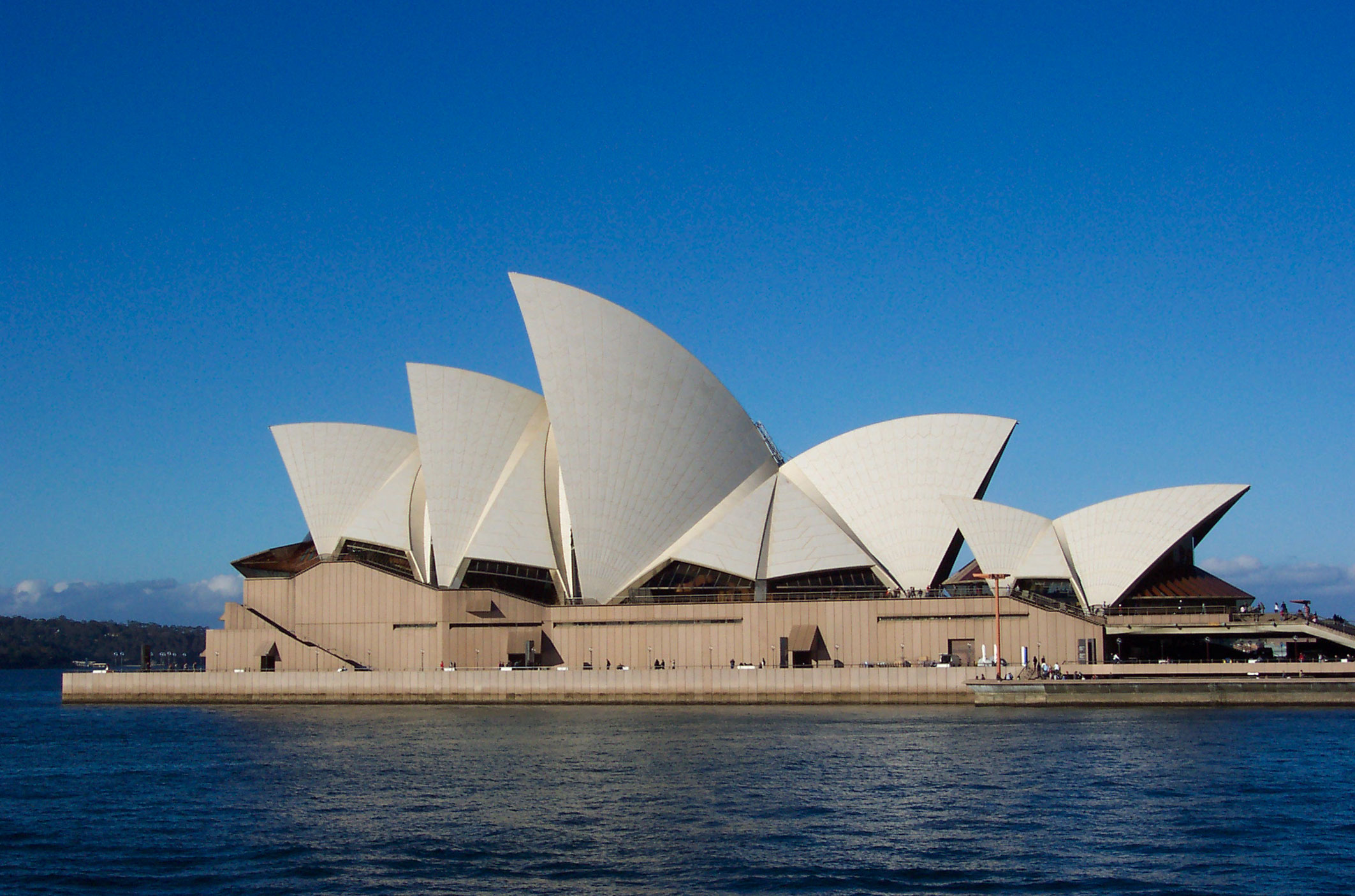
Сиднейский оперный театр

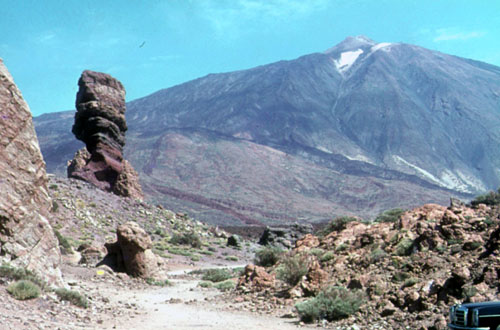
Национальный парк дикой природы Тейде

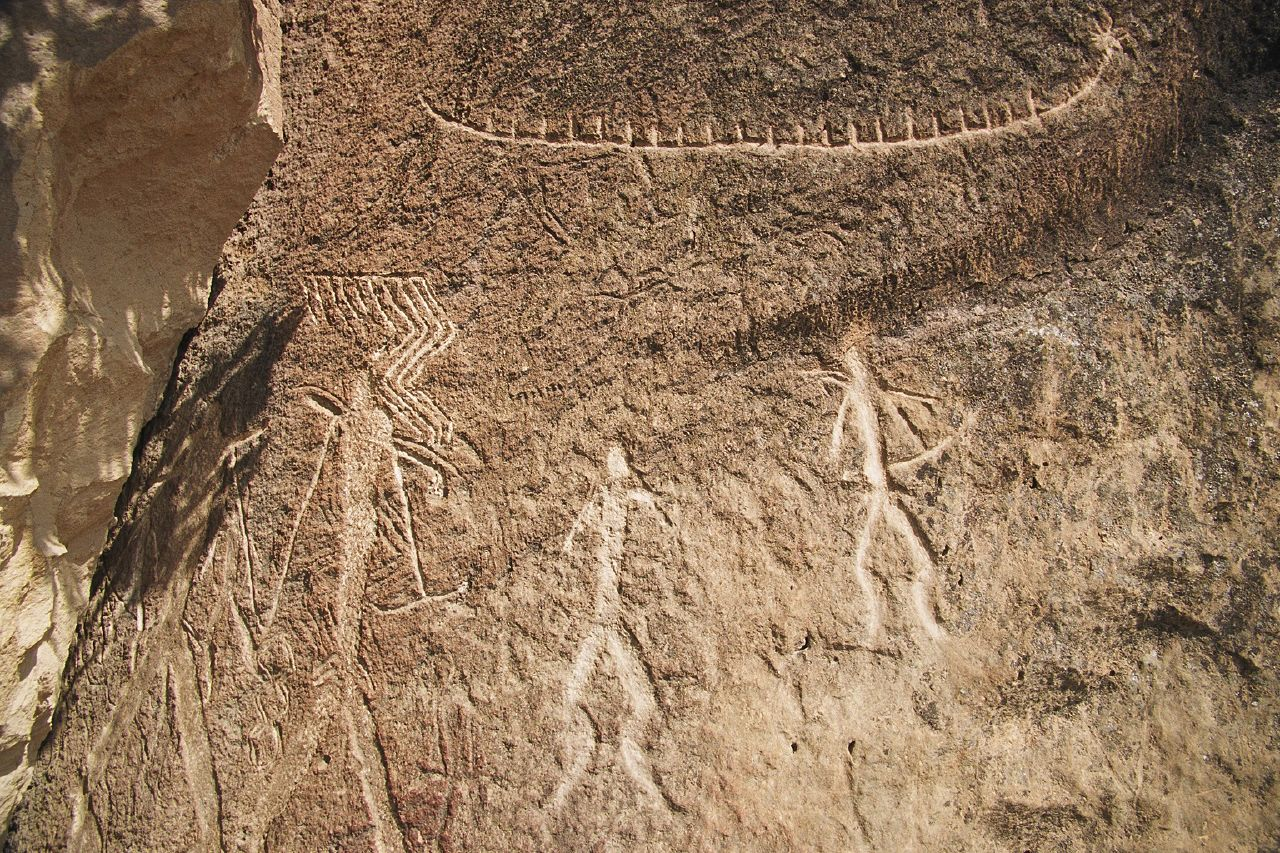
Наскальные рисунки Гобустана

31-я сессия Комитета всемирного наследия ЮНЕСКО проходила с 23 июня по 2 июля 2007 года, в Крайстчерче (Новая Зеландия). Общее число регистраций достигло 868 (672 культурного, 155 смешанного и 41 природного наследия).

## Культурное наследие
Австралия: Сиднейский оперный театр
Азербайджан: Культурный пейзаж наскальных рисунков Гобустана
Босния: Мост Мехмеда Паши Соколовича в Вишеграде
Канада: Канал Ридо
Китай: Диаолоу и деревни Кайпинга
Франция: Бордо Порт Луны
Греция: Древний город Корфу
Индия: Комплекс Красный форт в Нью-Дели
Ирак: Археологический памятник Самарра
Япония: Серебряные копи Ивами Гиндзан
Мексика: Центральный университетский городок Национального автономного университета в Мехико
Намибия: Твифелфонтейн, или ǀUi-ǁAis
Сербия: Дворец императора Галерия «Гамзиград-Ромулиана»
Туркменистан: Парфянские крепости Нисы
ЮАР: Культурный и ботанический ландшафт Рихтерсфельдского заповедника
Швейцария: Террасовые виноградники Лаво

## Природное наследие
Китай: Карстовые отложения Южного Китая
Мадагаскар: Влажные тропические леса Ацинананы
Украина / Словакия: Девственные буковые леса Карпат
Испания: Национальный парк дикой природы Тейде
Южная Корея: Вулканический остров Джеджу с его лавовыми туннелями

## Смешанное наследие
Габон: Экосистема и реликтовый культурный пейзаж Лопе-Оканда

## Изменения всемирного наследия
Комплекс всемирного наследия:
Албания: Древний город Бутринти
Бенин: Королевские дворцы Абомея
Франция: Цистерцианский монастырь Фонтене
Франция: Ансамбль Мон-Сен-Мишель с заливом
Франция: Театр в Араузионе
Франция: Дворец и парк в Версале
Франция: Церковь и холм в Везле
Иран: Город Бам и его культурные ландшафты
Италия: Соборный комплекс в городе Пиза
Мексика: Острова и охраняемые природные территории в районе Калифорнийского залива
Сенегал: Город-остров Сен-Луи
Испания: Старый город в Авиле и церкви вне его стен
Швейцария: Юнгфрау-Алеч-Бичхорн

### Исключены из списка всемирного наследия
Особо охраняемая территория Орикс в Омане в 2007 год была исключена из списка, из-за значительного сокращения её размеров, неуклонного ухудшения состояния местной фауны и неопределённых видов на будущее.

## Изменения в Списке всемирного наследия, находящихся под угрозой исчезновения
| Страна   | Мир                       | Страна  |
| -------- | ------------------------- | ------- |
| Бенин    | Королевские дворцы Абомей | Удалена |
| Эквадор  | Галапагосские острова     | Новый   |
| Гондурас | Биорезерват Рио-Платано   | Удалена |
| Ирак     | Самарра                   | Новый   |
| Непал    | Долина Катманду           | Удалено |
| Сенегал  | Ниоколо-Коба              | Новый   |
| США      | Эверглейдс                | Удалена |